# حشره‌خوار تین شان
 حشره‌خوار تین شان (نام علمی: Sorex asper) نام یک گونه از سرده حشره‌خوارهای دم‌دراز است.